# コチニン
コチニン (cotinine) は、タバコ属に含まれるアルカロイドである。
ニコチンの代謝物質でもある。“コチニン”の名称は“ニコチン”nicotine のアナグラムである。
主に尿中から排泄され、血中半減期は30時間以上と長い。また、有毒物質でもある。

## 毒性
マウスを用いた動物実験では高用量の投与により重度の興奮、呼吸困難が現れた。
経口および腹腔内投与では眠気や落ち着いた行動が現れた。
マウスでの計算された毒性（LD50）は930 mg、1.604 mg（経口）。

## 検査
薬物検査では、血液、尿、唾液中のコチニンを検出することができる。